# Wolfgang Zick
Wolfgang Zick (* 8. Januar 1948 in Hannover; † 16. Juni 2022 in Berlin) war ein deutscher Bibliothekar. Von 2000 bis 2014 war er Leitender Bibliotheksdirektor der Universitätsbibliothek der Technischen Universität Berlin.

## Leben und Wirken
Wolfgang Zick studierte Mathematik, Physik und Philosophie an der Technischen Universität Hannover, 1974 legte er dort das Staatsexamen ab. Seit 1974 bzw. 1976 war er als Assistent an der dortigen Universität tätig und promovierte im Fach Mathematik im Jahre 1979. Als Bibliotheksreferendar an der Technischen Informationsbibliothek/Universitätsbibliothek Hannover trat er 1982 in die Ausbildung für den höheren Bibliotheksdienst ein und absolvierte 1984 die Fachprüfung hierfür an der Fachhochschule für Bibliotheks- und Dokumentationswesen in Köln. Von 1984 bis 1999 war er dann als wissenschaftlicher Bibliothekar an seiner Ausbildungsbibliothek in Hannover tätig und wurde 1989 zum Bibliotheksdirektor ernannt. Im Jahre 1999 wechselte er an die Universitätsbibliothek der Technischen Universität Berlin, der er von 2000 bis 2014 als Leitender Bibliotheksdirektor vorstand. In seine Amtszeit fiel der Neubau für die fortan gemeinsame Universitätsbibliothek der Technischen Universität Berlin und der Universitätsbibliothek der Universität der Künste Berlin, der 2004 eröffnet wurde.

## Veröffentlichungen
- Geschlitzte Inzidenzgruppoide. Dissertation Technische Universität Hannover 1979.
- (Mitautor): Neue Medien in der TIB und ihre Auswirkungen auf die überregionale Literaturversorgung. Abschlußbericht eines BMFT-Projekts. Technische Informationsbibliothek Hannover 1990, ISBN 3-87990-058-2.
- Elektronische Dokumentenlieferung – Anspruch und Wirklichkeit. In: Yorck Alexander Haase (Hrsg.): Zur Internationalität wissenschaftlicher Bibliotheken (= Zeitschrift für Bibliothekswesen und Bibliographie, Sonderhefte, Bd. 44). Klostermann, Frankfurt/M. 1987, S. 161–174, ISBN 3-465-01754-4.
- (Mitautor): Das PICA-System. Bericht über die im Auftrag des Niedersächsischen Ministeriums für Wissenschaft und Kunst durchgeführte Funktionsprüfung (Stand Mitte 1990). In: Bibliothek. Forschung und Praxis, Bd. 16 (1992), S. 307–330.
- (Mitautor): Zur Geschichte des Hannoverschen Online-Bibliothekssystems (HOBSY). In: Mbmagazin, Nr. 97 (1995), Sonderheft, S. 51–57.
- (Mitarb.): Kostbarkeiten in Bibliotheken Niedersachsens (= Mbmagazin, Nr. 100, Sonderheft). Hannover 1996.
- (mit Andreas Richter): Neue Universitätsbibliothek für Berlin. Gemeinschaftsprojekt der TU Berlin und der Universität der Künste Berlin. In: ABI-Technik, Bd. 23 (2003), S. 282–287.
- (mit Andreas Richter): Der Einsatz von RFID-Technologie in der Universitätsbibliothek der Technischen Universität Berlin. In: B.I.T. online, Bd. 7 (2004), H. 2, S. 103–107.
- (Hrsg.): 125 Jahre Wissen in Zentrum. Universitätsbibliothek der Technischen Universität Berlin, 28. Oktober 2009 bis 30. Januar 2010. Universitätsverlag der TU Berlin 2009, ISBN 978-3-7983-2180-9.
- (Mithrsg.): Kunst in der Bibliothek. Ein Rundgang durch das gemeinsame Bibliotheksgebäude der TU und der UdK Berlin. UdK, Berlin 2010.
- (mit Andrea Zeyns): Zwei Bibliotheken unter einem Dach. Die Universitätsbibliotheken der Technischen Universität und der Universität der Künste Berlin. In: Konstanze Söllner (Hrsg.): Handbuch Hochschulbibliotheksssteme. Leistungsfähige Informationsinfrastrukturen für Wissenschaft und Studium. De Gruyter Saur, Berlin 2014, S. 324–331, ISBN 978-3-11-031010-8.